# Mário Tilico
Mário de Oliveira Costa, mais conhecido como Mário Tilico (Rio de Janeiro, 23 de março de 1965), é um ex-futebolista brasileiro que atuava como ponta-direita.

## Carreira

### Jogador
Ele começou nas categorias de base do Vasco, clube que seu pai, de quem herdou o apelido, defendera. Ele sempre assistia aos treinos do infantil, até que um dia chamaram-no para completar um dos times, e ele não perdeu a oportunidade.
Em 1986, foi emprestado ao América de Rio Preto para o Campeonato Paulista, mas disputou apenas seis jogos, por causa de uma contusão. Em seguida, foi emprestado por um ano ao CSA, de Alagoas, e, ao voltar, já em 1987, percebeu que não teria espaço e pediu para ser vendido ao Náutico. "O Mauricinho era o titular, e eu não jogaria nunca", justificaria, anos depois.
No Náutico, onde chegou no início de 1987, Tilico destacou-se, com doze gols no Campeonato Pernambucano de 1987 e outros doze na edição de 1988, além de quatro gols no Módulo Amarelo da Copa União, além de ter sofrido doze pênaltis. De todos esses gols, seis foram em Leão, goleiro do Sport, o que levou o ex-goleiro, quando assumiu o Guarani como técnico (cargo que não chegaria a manter), a pedir sua contratação, mas a diretoria bugrina achou o valor muito alto.
Foi contratado pelo São Paulo em 19 de setembro de 1988 por 140 milhões de cruzados, por indicação do técnico Cilinho, para substituir Müller, vendido meses antes para o Torino, da Itália. A 140 milhões de cruzados, mais o passe de Newton, foi à época a maior transação do futebol brasileiro, apesar de Tilico ser um relativo desconhecido. A diretoria são-paulina chegara a fazer uma oferta ao Atlético Mineiro pelo passe do ponta Sérgio Araújo, mas não conseguiu fechar negócio, e um diretor explicou por que o clube optou por Tilico para a posição: "Ele é um jogador de muiro mais explosão do que o Sérgio, e é disso que o São Paulo está precisando." Ao ser apresentado, Tilico declarou que sonhava chegar à Seleção, "como todo jogador", e que no São Paulo seu futebol iria "aparecer mais".
No Morumbi demorou a engrenar e foi até perseguido pela torcida no início, pela fama de supostamente sempre buscar a jogada mais difícil. "Chamaram-me de bonde e de burro", lembraria meses mais tarde. "Disseram que eu não sabia driblar e até fui acusado de ser grande demais para um ponta." Durante o Campeonato Paulista de 1989 foi questionado no vestiário pelo goleiro Gilmar depois de uma derrota para o Santos por 2 a 1: "Você jogou a toalha!" Sua resposta veio aos berros: "Vamos ver quem jogou a toalha!" A partir daí seu futebol cresceu: ele foi importante em vitórias como a sobre a Internacional de Limeira, na segunda fase, e marcou gols decisivos contra o Guarani e o Bragantino, o segundo o chamado "gol espírita".
Foi reserva na campanha do título do Campeonato Brasileiro de 1991, mas marcou o único gol das finais, no jogo de ida. Emprestado ao Cruzeiro após o Brasileiro, teve uma grande atuação na final da Supercopa Libertadores, com dois dos três gols que deram o título ao clube mineiro sobre o River Plate, da Argentina: com a derrota no jogo de ida, em Buenos Aires, por 2 a 0, o Cruzeiro precisava ganhar por três gols de diferença para levar o campeonato e fez 3 a 0 no Mineirão.
Vencido o empréstimo no fim do ano, o Cruzeiro tentou comprar o passe do jogador, mas não chegou a um acordo com o São Paulo. Tilico achava que sua atuação na Supercopa faria com que ele voltasse como titular ao São Paulo, e ele desentendeu-se com o técnico Telê Santana por causa disso. "O Telê me queria apenas como opção, para resolver as partidas no segundo tempo", reclamou. "Eu já penso diferente, porque tenho futebol para ser titular." Ele não vinha treinando no São Paulo e considerava boa uma mudança definitiva para Belo Horizonte. Embora o Racing, da Argentina, e o Palmeiras tenham demonstrado interesse pelo jogador, ele acabou emprestado para o Cádiz, da Espanha, com o preço do passe fixado. Os espanhóis pagaram cinquenta mil dólares pelo empréstimo. O Palmeiras mais uma vez demonstrou interesse em junho, e poderia ceder Evair, então afastado do elenco, em troca, mas àquela altura já era mais provável que Tilico ficasse na Espanha, tanto é que para a temporada de 1992–93 transferiu-se para o Marbella.
No ano seguinte, foi para o Atlético de Madrid, de onde seria emprestado ao Fluminense para o Campeonato Carioca de 1994. "Nosso time vai levar o título", proferiu, confiante, ao chegar ao Rio de Janeiro, mas o Fluminense acabou na terceira posição. Seguiu de volta para o Cruzeiro, que defendeu no Brasileiro de 1994, e em seguida peregrinou por Sporting Braga, de Portugal, e Leon, do México, em 1995, União de Leiria, também de Portugal, entre 1996 e 1997, e Al-Ittihad, da Arábia Saudita, em 1998, voltando ao Brasil para jogar pelo Juventude em 1999. Já não tinha a velocidade do início da década, mas ainda era considerado "perigoso no ataque".

### Treinador
Seu primeiro trabalho após pendurar as chuteiras foi como auxiliar-técnico de Flávio Campos no 15 de Novembro de Campo Bom, nos anos de 2002 e 2003. Ainda continuou como auxiliar de Flávio no Esportivo de Bento Gonçalves.
Depois Tilico seguiu carreira solo como treinador no Al-Ahli, da Arábia Saudita, no Remo e no Ulbra.
Em 2007 retomou como auxiliar-técnico de Flávio Campos, agora no Juventude e no Remo.
Voltou a treinar no Ríver, do Piauí, e em 2010 assumiu o Marinho, das divisões inferiores do Rio de Janeiro.
Em seguida foi novamente auxiliar técnico de Flávio Campos, no Sampaio Corrêa, e em 2011 teve uma passagem pelo CSA, de Alagoas.
Em janeiro de 2018, assumiu o Comercial-MS no campeonato Sul-Mato-Grossense.
No final de 2019, foi contratado para dirigir o Olímpia-SP na disputa da Série A3 do Campeonato Paulista de 2020. Um mês depois deixou o clube, antes do início da Série A3.

## Títulos
São Paulo
- Campeonato Paulista: 1989[29] e 1991 [30]
- Campeonato Brasileiro: 1991

Cruzeiro
- Supercopa Libertadores: 1991

Juventude
- Copa do Brasil: 1999

CSA
- Campeonato Alagoano: 1985

Vasco da Gama
- Campeonato Carioca: 1987
- Taça Guanabara: 1986, 1987

União de Leiria
- Campeonato Português - Série B: 1997–1998